# Soldansen
Soldansen är en ceremoni som utövas av vissa ursprungsbefolkningar i USA och Kanada, främst de från slättkulturerna. Det handlar vanligtvis om att stammen samlas för att be om healing och individer gör personliga uppoffringar på gemenskapens vägnar.

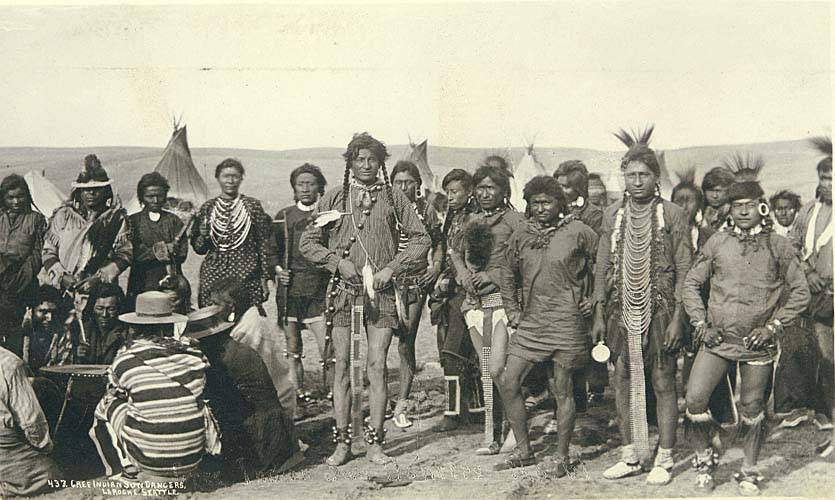
Cree-indianska soldansare, förmodligen Montana, omkr.1893.

Efter europeisk kolonisering av Amerika och med bildandet av kanadensiska och amerikanska regeringar antog båda länderna lagar som var avsedda att undertrycka inhemska kulturer och tvinga assimilering till europeisk majoritetskultur genom förbud mot inhemska ceremonier. 
Soldansen var en av de förbjudna ceremonierna, liksom potlatch av de nordöstra folken i Stillahavsområdet. Kanada upphävde förbudet mot utövandet av fullständig ceremoni 1951, men i USA fick ursprungsbefolkningen inte öppet utöva soldansen eller andra heliga ceremonier förrän i slutet av 1970-talet, efter att de fått förnyad suveränitet och civilrättigheter efter en period med starka protester. Kongressen godkände American Indian Religious Freedom Act (AIRFA) 1978, som antogs för att skydda grundläggande medborgerliga fri- och rättigheter och för att skydda och bevara de traditionella religiösa rättigheterna och kulturell praxis hos amerikanska indianer, eskimåer, aleuter och infödda hawaiianer.

## Översikt

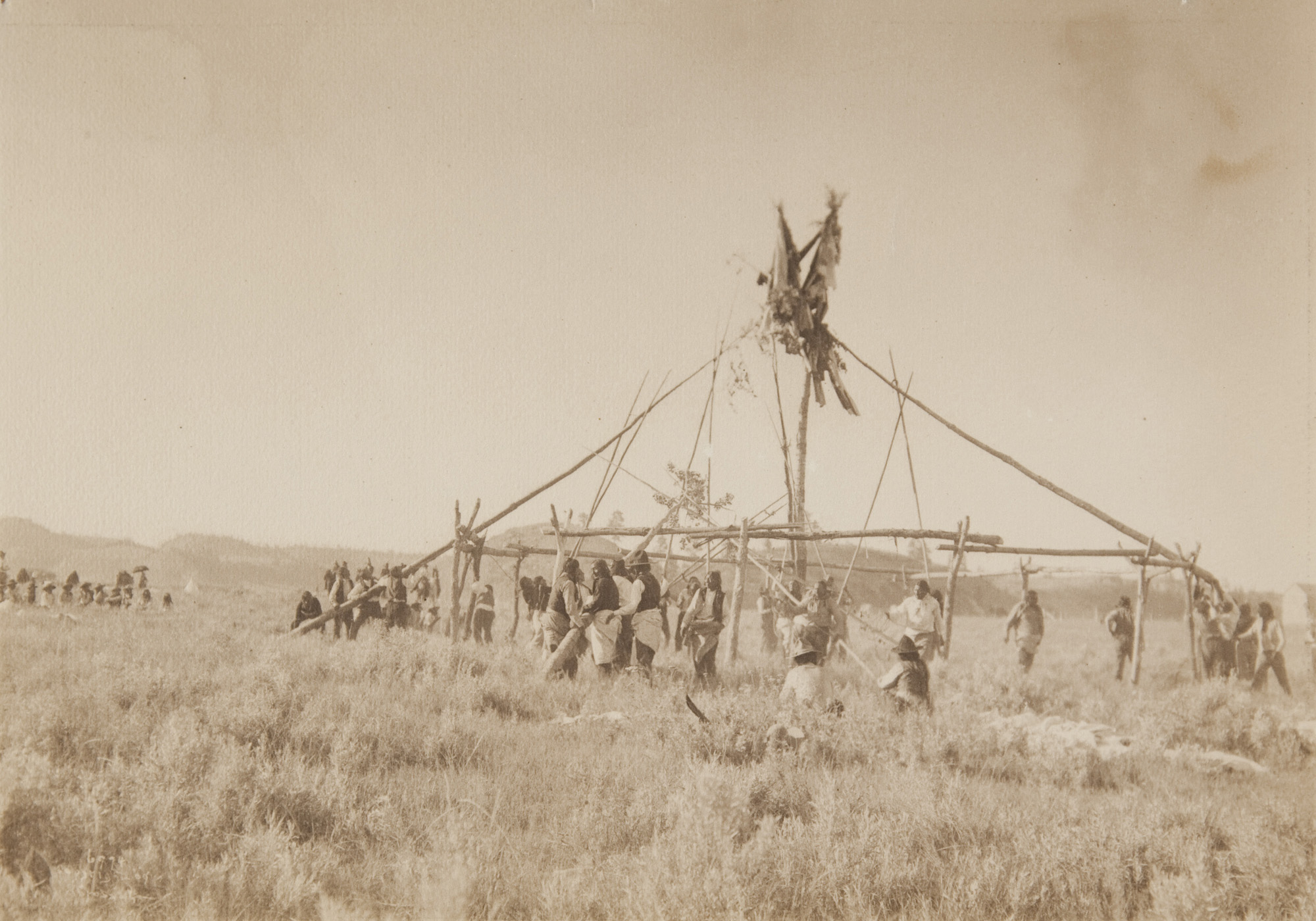
Placering av klanstolparna, omkr. 1910, teckning av George Catlin

Flera funktioner är gemensamma för ceremonierna som utövas av olika soldanskulturer. Dessa innehåller danser och sånger som förmedlats genom många generationer, användning av traditionell trumma, en helig eld, bön med ceremoniell pipa, fasta från mat och vatten innan de deltog i dansen, och i vissa fall, ceremoniell piercing av huden och en prövning av fysisk uthållighet. Vissa växter plockas och förbereds för användning under ceremonin.
Vanligtvis är soldansen en ansträngande prövning för dansarna, ett fysiskt och spirituellt test, som de erbjuder som uppoffring för sitt folk. Enligt Oklahoma Historical Society dansar unga män runt en stolpe till vilken de fästs av "råhudsträngar som är fästade mot huden på deras bröst." Även om inte alla soldansceremonier innehåller piercing, är syftet med soldansen att ge tillfälle till personlig uppoffring till förmån för familjen och folket. Dansarna fastar i många dagar ute i det fria och oavsett väder.
Vid de flesta ceremonier stannar familjemedlemmar och vänner i det omgivande lägret och ber till stöd för dansarna. Mycket tid och energi från hela samhället behövs för att genomföra soldanssamlingar och ceremonier. Man planerar och organiserar i minst ett år för att förbereda sig för ceremonin. Vanligtvis är en ledare eller en liten grupp ledare ansvariga för ceremonin, men många äldre hjälper till och ger råd. En grupp medhjälpare utför många av de uppgifter som krävs för att förbereda sig för ceremonin.
Eftersom det handlar om en helig ceremoni, är människor vanligtvis ovilliga att diskutera det i någon större detalj. Med tanke på en lång historia av kulturellt utnyttjande är ursprungsbefolkningen misstänksam till att icke-ursprungsbefolkningar kan förnedra eller missbruka de traditionella ritualerna. Äldste och medicinmän är angelägna om att ceremonin endast ska få föras vidare på rätt sätt. Orden som används vid en soldans kommer ofta från modersmålet och översätts inte för utomstående. Att inte prata om den här ceremonin är en del av den respekt folket visar för den. Dessutom är det detaljerade sättet på vilket en respekterad äldre talar om, undervisar och förklarar en soldans för yngre medlemmar i stammen unikt och inte lätt att citera, och är heller inte avsett för publicering.
År 1993 höll, som reaktion på vad de ansåg vara ett ofta förekommande förlöjligande av soldansen och andra heliga ceremonier hos Lakotastammen, amerikanska och kanadensiska Lakota, samt Dakota- och Nakotastammarna "Lakota Summit V". Det var en internationell samling med ca 500 representanter från 40 olika folk och grupper inom Lakota. De godkände enhälligt följande "Förklaring om krig mot exploaterare av Lakotas andlighet":
Alldenstund heliga "soldanser" för ickeindianer bedrivs av charlataner och kultledare som främjar avskyvärda och obscena imitationer av Lakotas heliga soldansritualer,... förklarar vi härmed och framöver krig mot alla personer som fortsätter att utnyttja, missbruka, och felaktigt framställa de heliga traditionerna och det andliga utövandet hos Lakota, Dakota och Nakota." - Mesteth, Wilmer, et al (1993).
År 2003 bad den 19:e generationens bevarare av den heliga vita buffelkalvpipan i Lakota icke-ursprungsbefolkningen att sluta delta i soldansen (Wi-wayang-wa-c'i-pi i Lakota). Han sade att alla kan be till stöd, men att bara ursprungsbefolkningen bör komma fram till altarna. Detta uttalande stöds av bevarare av heliga knippen och traditionella andliga ledare från Cheyenne-, Dakota-, Lakota- och Nakota-stammarna, som utfärdade en deklaration om att icke-ursprungsbefolkningar skulle förbjudas tillträde till heliga altare och de sju heliga riterna, inklusive och speciellt soldansen, med verkan från den 9 mars 2003 och framåt.

## Kanadensisk tradition
Även om bara några stammars soldanser inkluderar kroppspiercing, förbjöd den kanadensiska regeringen detta inslag i soldansen 1895. Det är dock oklart hur ofta lagen verkligen tillämpades. I minst ett fall är det känt att polisen har gett sitt tillstånd att ceremonin skulle genomföras. Indianstammarna genomförde helt enkelt många ceremonier i det tysta och i hemlighet. År 1951 upphävde Kanada sitt förbud mot ceremonin. Soldans utövas sedan årligen i många första nationers samhällen i Kanada.
Även om Kanadas regering, genom Department of Indian Affairs (nu  Indigenous and Northern Affairs Canada), förföljde soldansutövare och försökte undertrycka dansen, var ceremonin i sig aldrig officiellt förbjuden. Indianska agenter störde rutinmässigt, avskräckte och förbjöd, på direktiv från sina överordnade, soldanser hos många kanadensiska slättstammar från 1882 till 1940-talet. Trots detta fortsatte soldansutövare inom stammar som Plains Cree, Saulteaux och Blackfoot, att hålla soldanser under hela förföljelseperioden. Vissa övade dansen i hemlighet, andra med tillstånd från sina agenter, och andra utan kroppspiercing. Cree och Saulteaux har genomfört minst en regndans (med liknande element) varje år sedan 1880 någonstans på de kanadensiska slätterna. År 1951 ändrade regeringstjänstemännen the Indian Act och slopade förbudet mot ceremonin att offra kött och ge gåvor.
I de flesta soldanskulturer är det förbjudet att filma ceremoni eller bön. Få bilder finns av autentiska ceremonier. Många stammar tror att när pengar eller kameror kommer in, så drar andarna ut, så inget foto återger en äkta ceremoni. Men Kainaistammen i Alberta tillät filmning av deras soldans i slutet av 1950-talet. Denna gavs ut som dokumentären Circle of the Sun (1960), producerad av National Film Board of Canada. Arkivfoton från Manitoba visar att ceremonierna har genomförts konsekvent sedan åtminstone i början av 1900-talet.